# Tom Van Grieken
Tom Jozef Irène Van Grieken (ur. 7 października 1986 w Antwerpii) – belgijski i flamandzki polityk oraz działacz partyjny, poseł do Parlamentu Flamandzkiego, od 2014 przewodniczący Interesu Flamandzkiego.

## Życiorys
Od czasów szkolnych związany z nacjonalistycznymi organizacjami młodzieżowymi, był m.in. przewodniczącym flamandzkiej grupy studenckiej Nationalistische Studentenvereniging. W 2007 objął mandat radnego miejscowości Mortsel, a w 2012 został przewodniczącym Vlaams Belang Jongeren, młodzieżówki Interesu Flamandzkiego. Studiował zarządzanie i komunikację na uczelni Plantijn Hogeschool w Antwerpii, krótko pracował w sektorze reklamowym. Autor publikacji książkowych: Toekomst in eigen handen (2017), Francken Faalt (2018), En nu is het aan ons (2020).
W wyborach w 2014 uzyskał mandat posła do Parlamentu Flamandzkiego. W tym samym roku zastąpił Gerolfa Annemansa na stanowisku przewodniczącego Interesu Flamandzkiego. W 2019 wybrano go do Izby Reprezentantów, został jej wiceprzewodniczącym. Również w 2019 zasiadł w Zgromadzeniu Parlamentarnym Rady Europy. W 2024 ponownie uzyskał mandat w regionalnym parlamencie.